# Kvadratura parabole
Kvadratura parabole (grško starogrško Τετραγωνισμὸς παραβολῆς: Tetragonismós parabolís) je razprava o geometriji starogrškega učenjaka Arhimeda iz Sirakuz, napisana v 3. stoletju pred n. št.. Razprava vsebuje 24 trditev, povezanih s parabolami, ki dosežejo vrh z dokazom, da je ploščina odseka parabole enaka 4/3 ploščine določenega včrtanega trikotnika. 
Arhimed je za dokazovanje uporabil metodo izčrpavanja. Ploskev je verjetno razdelil na neskončno mnogo trikotnikov, katerih ploščine tvorijo geometrijsko zaporedje. Izračunal je vsoto nastalega geometrijskega zaporedja in dokazal, da je enaka ploščini odseka parabole. Njegov izračun je najbolj dovršen primer rabe metode izčrpavanja v antični matematiki, ki ga niso presegli do razvoja integralnega računa v 17. stoletju, ko ga je nasledila Cavalierijeva formula za izračun ploščine.

## Glavni teorem
Odsek parabole je ploskev, ki jo omejujeta parabola in njena sekanta. Arhimed je za izračun ploščine odseka parabole vanj včrtal trikotnik z naslednjimi značilnostmi: hipotenuza trikotnika je tetiva parabole, njegov vrh pa je v točki na paraboli, kjer se je dotika tangenta, vzporedna s sekanto. Prva trditev v razpravi Kvadratura parabole pravi: 
- Premica, ki gre skozi vrh trikotnika in je vzporedna z njeno osjo, razdeli tetivo na dva enaka dela.

Iz tega sledi, da 
- Ploščina odseka parabole meri 4/3 ploščine tega včrtanega trikotnika.

## Vsebina
Arhimed je svoj glavni teorem dokazal na dva načina. V prvem e uporabil abstraktno mehaniko s trditvijo, da je teža odseka v ravnovesju s težo trikotnika, ki je postavljen na ustrezen vzvod. Drugi, bolj slaven dokaz, uporablja čisto geometrijo in metodo izčrpavanja. Vsote včrtanih trikotnikov tvorijo geometrijsko zaporedje s količnikom {\displaystyle k=1/4\,}, katerega vsota je enaka:
{\displaystyle \sum _{k=0}^{\infty }{\frac {1}{4^{k}}}=1+{\frac {1}{4}}+{\frac {1}{4^{2}}}+{\frac {1}{4^{3}}}+\cdots \!\ }
Prve tri trditve od skupaj štiriindvajset so brez dokaza citirane iz izgubljenih Evklidovih Elementov stožnic. Četrta in peta trditev določata osnovne lastnosti parabole. Trditve od šest do sedemnajst vsebujejo mehanski dokaz glavnega teorema, trditve osemnajst do štiriindvajset pa njegov geometrijski dokaz. 

## Geometrijski dokaz

### Razčlemba odseka parabole
Osnovna ideja dokaza je razdelitev odseka parabole na neskončno mnogo trikotnikov kot je prikazano na desni sliki. Zeleni in naslednji trikotniki so včrtani v ostanke odseka parabole na enak način kot največji (modri). 

### Ploščine trikotnikov
V trditvah osemnajst do enaindvajset je Arhimed dokazal, da je ploščina vsakega zelenega trikotnika enaka 1/8 ploščine modrega trikotnika. S sodobnega stališča je temu tako, ker sta širina in višina zelenega trikotnika ½  širine oziroma ¼ višine modrega:
Razmerja rumenih trikotnikov do zelenih so enaka kor razmerja zelenih so modrega, razmerja rdečih do rumenih enaka kot razmerja rumenih do zelenih in tako naprej. Z uporabo metode izčrpavanja sledi, da je celotna ploščina odseka parabole enaka: 
{\displaystyle {\mbox{p}}\;=\;T\,+\,2\left({\frac {T}{8}}\right)\,+\,4\left({\frac {T}{8^{2}}}\right)\,+\,8\left({\frac {T}{8^{3}}}\right)\,+\,\cdots ,}
kjer je 
- T = ploščina velikega modrega trikotnika.

Drugi člen enačbe je vsota ploščin dveh zelenih trikotnikov, tretji vsota ploščin štirih rumenih trikotnikov in tako naprej. S poenostavitvijo nastane naslednja enačba:
{\displaystyle {\mbox{p}}\;=\;\left(1\,+\,{\frac {1}{4}}\,+\,{\frac {1}{16}}\,+\,{\frac {1}{64}}\,+\,\cdots \right)T.}

### Vsota zaporedja
Svojo trditev je potrdil z dokazom, da je 
{\displaystyle 1\,+\,{\frac {1}{4}}\,+\,{\frac {1}{16}}\,+\,{\frac {1}{64}}\,+\,\cdots \;=\;{\frac {4}{3}}.}
Gornja enačba je geometrijska vrsta, v kateri je vsak naslednji člen četrtina predhodnega. V sodobni matematiki je formula poseben primer vsote geometrijske vrste. 
Arhimed je vsoto ovrednotil povsem geometrijsko. Njegov pristop je prikazan na desni sliki, na kateri je enotski kvadrat razrezan na neskončno manjših kvadratov. Ploščina vsakega naslednjega vijoličnega kvadrata je ena četrtina ploščine aktualnega kvadrata, zato je vsota ploščin vijoličnih kvadratov enaka 
{\displaystyle {\frac {1}{4}}\,+\,{\frac {1}{16}}\,+\,{\frac {1}{64}}\,+\,\cdots .}
Ker so vijolični kvadrati na vsakem koraku skladni z dvema rumenima kvadratoma, pokrivajo 1/3 ploščine enotskega kvadrata. Iz tega sledi, da je vsota geometrijske vrste enaka 4/3. 